# Омальське графство
Омальське графство (фр. Comté d'Aumale) — невелике графство (з 1547 року — герцогство) на сході Нормандії у Середньовіччі. Графство виникло у другій половині XI століття, коли цю територію успадкувала Аделаїда, сестра Вільгельма Завойовника. Адміністративним центром було місто Омаль.
На ранніх етапах існування графства його правителі були васалами герцогів Нормандії, а після завоювання Нормандії у 1204 році Філіпом II Августом — королів Франції.
У 1547 році графство було перетворено на Омальське герцогство (фр. Duché d'Aumale), право на титул якого отримали представники дому де Гізів. Титул герцога Омальського продовжував існувати до кінця XIX століття, нині його використовує один з представників Орлеанської лінії Бурбонів.
Незважаючи на перехід Нормандії на початку XIII століття під владу королів Франції, титул графа Омальського (в англійському варіанті — граф Альбемарль (англ. Earl of Albemarle)) зберігся у системі англійських титулів.

## Географія
Омальське графство знаходилось на кордоні Нормандії та Пікардії в області Брей. Його територія була вкрай незначною й охоплювала лише найближчі околиці міста Омаль. На півночі й заході графство межувало з графством Е, на півдні знаходились землі нормандського Вексена. Адміністративним центром був замок і місто Омаль, що знаходилось на шляху з Ам'єна до Руана. Нині територія графства належить до департаменту Сена Приморська.

## Історія

### Омальське графство
Сеньйори д'Омаль відомі з першої половини XI століття. В середині XI століття замок Омаль перейшов у володіння графів Понтьє, а після смерті Ангеррана II де Понтьє у 1053 році його успадкувала його вдова Аделаїда Нормандська, сестра Вільгельма Завойовника. Третім шлюбом Аделаїда вийшла заміж за Еда III де Блуа, графа де Труа, який 1069 року отримав титул графа.
Окрім Омаля в Нормандії Ед де Блуа після нормандського завоювання Англії придбав широкі володіння в Англії, зокрема Холдернесс у західному Йоркширі й Бітам у Лінкольнширі. Англійські землі графів Омальських у подальшому стали відомими як фьєф Альбемарль (від ранньофранцузького варіанту назви міста Омаль).
Син і спадкоємець Еда де Блуа Стефан Омальський, будучи племінником Вільгельма Завойовника по матері, певний час навіть розглядався як кандидат на англійський престол, однак сам він не вживав спроб заволодіти короною Англії.
Син Стефана Вільгельм Омальський брав активну участь у політичній боротьбі в Англії у 1130-их — 1140-их роках на боці короля Стефана Блуаського й відзначився у битві Штандартів 1138 року та битві під Лінкольном 1141 року.
У 1194 році Омальське графство було конфісковано французьким королем Філіпом II Августом у його власників. За десять років вся Нормандія була завойована французами та увійшла до складу королівського домену. Англія не визнала конфіскацію Омаля, а його спадкоємці з дому де Фор продовжували носити титул графів Албемарля, хоча їхні володіння вже не включали власне Омаль.
Саме Омальське графство у 1204 році було подаровано французьким королем Рено де Даммартену, графу Булоні.
Онука графа Рено вийшла заміж за Фернандо III, короля Кастилії, й Омаль перейшов до бічної лінії Кастильського королівського дому, з припиненням якої графство успадкував рід д'Аркур.
У 1418 році, в ході Столітньої війни, Верхня Нормандія, включаючи Омаль, була завойована англійцями. Англійський король Генріх V передав графство своєму молодшому брату Томасу, герцогу Кларенсу. У той самий час французький претендент на титул графа д'Омаль, Жан VIII д'Аркур був призначений генерал-лейтенантом Нормандії й керував діями французьких військ проти англійців, допоки не загинув 1424 року у битві під Вернеє.
Після вигнання англійських військ з Нормандії у 1450 році Омальське графство перейшло у спадок 1452 року до молодшої лінії Лотаринзького дому, чиї представники 1528 року здобули титул герцогів де Гіз.

### Омальське герцогство
У 1547 році Омаль також було підвищено до статусу герцогства. Клод де Гіз у 1550 році розділив свої великі володіння в Лотарингії та Нормандії між своїми дітьми. Титул герцога Омальського перейшов до його третього сина Клода II, активного учасника релігійних війн у Франції й одного з організаторів Варфоломіївської ночі.
Його син і спадкоємець герцог Карл продовжив політику свого батька, ставши лідером Католицької ліги, а після вбивства 1588 року Генріха де Гіза очолив боротьбу католицької партії Франції проти Генріха Наваррського. Після полону в битві під Іврі, у 1595 році Карл Омальський був вигнаний з країни й помер у Брюсселі. Невдовзі після цього автономія герцогства була ліквідована і його територія була приєднана до королівського домену, але герцогський титул збережено за нащадками герцога Карла з Немурської лінії Савойського дому.

## Титул «герцог Омальський» після ліквідації герцогства
У 1686 році титул герцога Омальського було продано Луї-Огюсту де Бурбону, позашлюбному сину короля Людовика XIV.
Син Луї-Огюста у 1773 році поступився усіма своїми володіннями Людовику XVI за 12 мільйонів ліврів, однак по його смерті ця угода була анульована, а титул герцога Омальського перейшов у володіння Луї-Жан-Марі де Бурбона, герцога де Пентьєвра.
У 1821 році, після смерті дочки останнього, титул герцога Омальського успадкував Луї-Філіпп I Орлеанський, майбутній король Франції.
Його син Анрі, брав участь у завоюванні Алжиру, а після скинення свого батька 1848 року став одним з лідерів орлеаністів, що боролись за відновлення монархії у Франції. Зі смертю Анрі у 1897 році титул герцога Омальського припинив існування.
Нині цей титул використовує Фульк Орлеанський, один з представників Орлеанської гілки династії Бурбонів.